# 거제여자중학교
거제여자중학교(巨齊女子中學校)는 대한민국 부산광역시 연제구 거제동에 있는 공립 중학교이다.

## 학교 연혁
- 1992년 1월 6일 : 거제여자중학교 10학급 설립 인가
- 1992년 3월 1일 : 초대 이한방 교장 취임
- 1992년 3월 5일 : 개교 및 제1회 입학식(535명)
- 1995년 2월 16일 : 제1회 졸업식(487명)
- 1998년 9월 21일 : 교육부지정 열린교육 시범학교 발표
- 2002년 10월 23일 : 전자도서관 개관
- 2005년 12월 1일 : 흡연 및 음주 예방교육 연구학교 발표
- 2009년 3월 1일 : 학부모교육 정책 연구학교 선정
- 2014년 8월 24일 : 급식실 현대화
- 2014년 12월 24일 : 다목적 강당 금비관 개관
- 2021년 8월 26일 : 부산형 블렌디드 교실 구축(일반교실 27개, 특별교실 11개)
- 2021년 12월 24일 : 공간혁신사업 글고운 도서관 개관
- 2024년 2월 7일 : 제30회 졸업식(245명, 총 졸업생수 9,375명)
- 2024년 3월 4일 : 제13대 김현정 교장 취임
- 2025년 3월 4일 : 제34회 입학식(11학급 348명)

## 참고 자료
- 거제여자중학교 - 한국교육학술정보원 학교알리미